# Satanic Warmaster
A Satanic Warmaster egyszemélyes finn black metal együttes.

## Története
1988-ban alakult Lappeenranta-ban. A zenekar albumait több lemezkiadó is megjelenteti, országtól függően. Szövegek témái a háború, sötétség, sátánizmus, vámpírok. Nevük miatt nemzetiszocialista black metal együttesnek gondolták őket, de Werwolf (Lauri Pentilla) ezt tagadta. Egy "kérdezz-felelek" videó során kijelentette, hogy a szövegek nem támadnak semmilyen rasszt és nem hirdetik a fehérek felsőbbrendűségét. A zenekar első kiadványa egy demó volt 2000-ben. Az első nagylemez 2001-ben jelent meg. Werwolf saját magáról elnevezett lemezkiadót is üzemeltet, ez a kiadó dobja piacra az együttes albumait Finnországban.

## Tagok
- Werwolf (Lauri Pentilla) - ének, hangszerek (1998-)

## Korábbi tagok
Öt egyéb zenész is szerepelt az együttesben, ideiglenesen:
- Lord Sargofagian - dob
- Warlord Torech - gitár
- Nigrantium - dob
- T.H. - gitár
- Vholm - dob

## Diszkográfia
- Strength and Honour - album, 2001
- Black Katharsis - album, 2002
- Opferblut - album, 2003
- ...Of the Night - album, 2004
- Carelian Satanist Madness - album, 2005
- Revelation - album, 2007
- Nachzehrer - album, 2010
- Ondskapens Makt / Forgotten Graves - kislemez, 2010
- Winter's Hunger / Torches - kislemez, 2011
- In Eternal Fire / Ghost Wolves - kislemez, 2012
- Fimbulwinter - album, 2014
- Aamongandr - album, 2022